# Мигуля Олександр Володимирович
Олекса́ндр Володи́мирович Мигу́ля — український військовослужбовець, майор (посмертно), пілот. Кавалер ордена «За мужність» III та II ступеня.

## Життєпис
Народився 21 квітня 1997 року в місті Мена Чернігівської області.
Навчався у Харківському національному університеті Повітряних сил.
У 2019 році він закінчив Харківський університет повітряних сил. Тоді 22-річний випускник розповідав у журналістам «5-го каналу», що полюбив небо завдяки дідусеві.
«Дідусь дуже захоплювався авіацією, але йому так і не довелося стати льотчиком. Тому я вирішив втілити його мрію в життя», — казав Олександр.
І розповідав, що справжній авіатор має бути холоднокровним: «Він має бути сміливим та розумним. Для того, щоб виконувати бойове завдання, потрібно дуже швидко мислити, дуже швидко реагувати на ті чи інші зміни. Також усе це треба робити з досить холодною головою». (Сюжет «5-го каналу» за 2019 рік, де юний випускник Олександр Мигуля розповідає про те, як полюбив небо завдяки дідусеві.https://youtu.be/fCs385vqMio?feature=shared)(з 0:31)
Був командиром авіаційної ланки. Здійснив понад 160 бойових вильотів.
Загинув 12 серпня 2024 року під час бойового завдання.
Похований в Мені 15 серпня 2024-го.

## Нагороди
- Орден «За мужність» II ступеня (24 червня 2024) — за особисту мужність, виявлену у захисті державного суверенітету та територіальної цілісності України, самовіддане виконання військового обов'язку[5].
- Орден «За мужність» III ступеня (26 березня 2022) — за особисту мужність і самовіддані дії, виявлені у захисті державного суверенітету та територіальної цілісності України, вірність військовій присязі[6].